# Ibn al-Imad al-Hanbali
Ibn al-'Imād (en arabe : إبن العماد ) (1623-1679), le nom complet est : 'Abd al-Ḥayy bin bin Muḥammad Aḥmad ibn al-'Imād al-'Akarī al-Hanbali Abū al-Falah (en arabe : عبد الحي بن أحمد بن محمد ابن العماد العكري الحنبلي أبو الفلاح   العكري الحنبلي أبو الفلاح), était un historien musulman syrien et faqih de l'école Hanbali.

## Biographie
Né dans le quartier Al-Salihiyah de Damas, il a vécu au Caire pendant une longue période, où il a étudié sous le sultan al-Mazzahi, Nur al-Din Shabramallasi, Shihab al-Din al-Qalyubi, et d'autres, avant de retourner à Damas pour enseigner. Ses élèves comprenaient : Muhammad ibn Fadlallah al-Muhibbi et Mustafa al-Hamawi. Ibn al-ʿImad est mort en entreprenant le Hajj et a été enterré à La Mecque. Il était principalement connu pour son long dictionnaire biographique Shadharāt al-dhahab fī akhbār man dhahab ("Fragments d'or dans les récits de ceux qui sont partis"), achevé en 1670, et couvrant les dix premiers siècles de l'histoire islamique. Il se concentre sur la fourniture de notices nécrologiques détaillées et est une source importante dans les études islamiques.

## Travaux
- Shadharāt al-dhahab fī akhbār man dhahab ( شذرات الذهب في أخبار من ذهب ); ( Al-Qāhira, Maktaba al-Qudsī, 1931-1932)
- Sharḥ matn al-muntahá fī fiqh al-Ḥanābilah
- Sharḥ badīʿiyyat Ibn Ḥijjah